# Kino dla dorosłych
Kino dla dorosłych – zamknięta przestrzeń, w której wyklucza się wstęp nieletnich, gdzie prezentowane są pornograficzne filmy fabularne, kasety wideo lub inne media wizualne przeznaczone do oglądania przez znajdujących się tam widzów. Zazwyczaj takie miejsca są skierowane do widowni odpowiednio homo- lub heteroseksualnej.
W takich kinach zasady dotyczące częściowej lub pełnej nagości oraz publicznej masturbacji lub seksu są zazwyczaj mniej restrykcyjne, a takie zachowania mogą być jawnie aprobowane lub po prostu tolerowane przez zarząd. Zachowania te mogą być legalne lub nie, a jeśli nie są, lokalne organy ścigania mogą je ignorować.
Niektóre kina mogą także oferować pokazy striptizu lub seksu pomiędzy filmami, lub inne usługi z branży seksualnej.
Przed pojawieniem się magnetowidów, a później internetu, kina dla dorosłych były często jedynym miejscem, gdzie można było obejrzeć filmy o wyraźnie erotycznym charakterze. Rozpowszechnienie filmów na wideo, a później pornografii internetowej, doprowadziło do drastycznego spadku liczby kin dla dorosłych.